# Békehírnök
A Békehírnök a Magyarországi Baptista Egyház hivatalos lapja.

## Története
A Békehírnök első száma 1895. március 15-én jelent meg 500 példányban. A lap kis alakú (A5), 16 oldal terjedelmű, kéthetenként megjelenő kiadvány volt. Alcíme: Folyóirat vasárnapi leczkékkel.
Fél év múlva bővült: vasárnapi leckékkel, egyszersmind keresztyén ifjúsági közlöny. Hat év múlva rövidült: Keresztyén folyóirat. Miután 1905-ben hivatalosan is elismerték a magyarországi baptistákat, ez tükröződött a Békehírnök 1906. januári első számától kezdve a megjelölésben is: A magyarországi baptisták hivatalos közlönye. A fejlécben csaknem húsz éven át ez volt olvasható, mígnem 1925-től a nagyobb alakban és hetilapként megjelenő lap A magyarországi baptisták hetilapja lett.

### A kommunista korszakban
A Rákosi-korszakban, 1950-ben papírhiányra való hivatkozással betiltották a megjelenését. 1957-ben jelent meg újra. Ezután a létrejött SZET-hez tartozó más kisegyházak hírei is bekerültek a lapba, akik szintén megvásárolták az újságot. Legnagyobb példányszámát ennek köszönhetően az 1970-es években érte el.